# L'Avenir

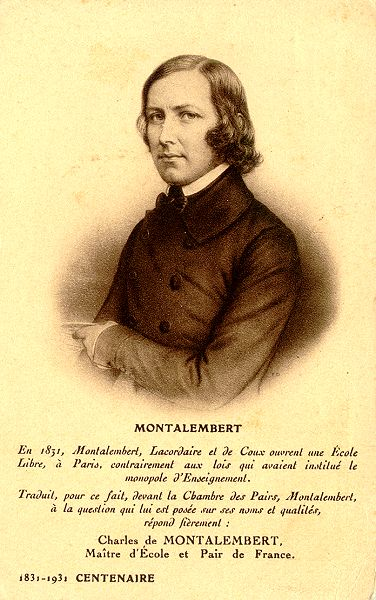
Charles de Montalembert en 1831.

L'Avenir (El futuro) fue un diario francés cuyo primer número apareció el 16 de octubre de 1830.
La publicación periódica fundada por iniciativa de Harel Tancrel y el abad Félicité de Lamennais, su redactor jefe. Sus redactores más famosos fueron  Philippe Gerbet, Henri Lacordaire y Charles de Montalembert. Su sede se encontraba situada en el número 20 de rue Jacob, en París. Se suspendió su publicación el 15 de noviembre de 1831, cerrando definitivamente tras su condena por el papa Gregorio XVI, el 15 de agosto de  1832.

## Historia
L'Avenir nació en un contexto revolucionario anticlerical, coincidente con la Revolución de 1830  o las Tres Gloriosas (Trois Glorieuses), jornadas revolucionarias de París que llevaron al trono a Luis Felipe I de Francia y abrieron el periodo conocido como Monarquía de Julio. En este contexto tanto el pueblo como la burguesía vieron la ocasión de oponerse a  la Restauración borbónica en Francia que les recordaba el antiguo régimen, con una Iglesia católica en Francia abonada al Legitimismo, al Galicanismo y de signo reaccionario, sobre la base de la unión del trono y el altar que data del Concordato de 1801.
Su línea editorial adoptó el lema Dieu et la liberté! (¡Dios y la libertad!) y busca conciliar las aspiraciones liberales y democráticos del pueblo y la burguesía con un catolicismo romántico y ultramontano. L'Avenir defiende la separación  de la Iglesia y el Estado, como forma de garantizar la libertad de la Iglesia Católica, la soberanía del papa en materia religiosa y la libertad de las personas en materia civil.
Gregorio XVI en su encíclica Mirari vos condena toda forma de liberalismo como pecado, prohibiendo a los católicos militar en dicho movimiento.